# 木本猪毛菜
木本猪毛菜（学名：Salsola arbuscula）为苋科猪毛菜属的植物。分布于俄罗斯、伊朗、蒙古以及中国大陆的新疆、甘肃、内蒙古、宁夏等地，生长于海拔200米至3,300米的地区，多生长在山麓以及砾质荒漠，目前尚未由人工引种栽培。